# Herman Miller
Pour les articles homonymes, voir Miller.
Herman Miller Inc., fondée en 1923, est une entreprise américaine de meubles et matériel de bureau dont le siège est à Zeeland (Michigan). 
L'entreprise est cotée au NASDAQ sous le sigle MLKN depuis 2021. 

## Histoire
Fondée par Dirk Jan DePree, elle est ensuite dirigée de 1950 à 1980 par son fils Max DePree. Son chiffre d'affaires en 1923 était de 262 000 US$, en 2006 il était de 1,74 milliard de dollars.
Au début des années 1940, Herman Miller commence à travailler avec des designers. En 1945, George Nelson est nommé directeur du design. Au cours des années 1950 Herman Miller édite quelques-uns des objets emblématiques  de l'après-guerre. 
Parmi les designers travaillant ou ayant travaillé pour Herman Miller, on compte Alvar Aalto, Don Chadwick (en), Charles Eames, Ray Eames, Alexander Girard, Paul László, Isamu Noguchi, Robert Probst, Gilbert Rohde, Gloria Sachs, Don Shepard et Bill Stumpf.
En avril 2021, Herman Miller annonce l'acquisition de Knoll, pour 1,8 milliard de dollars.

## Les produits Herman Miller
La production d'Herman Miller fut surtout remarquable au cours des années 1940 et 1950 :
- Coffee table (1944), Isamu Noguchi
- Chaises en contreplaqué moulé Eames Lounge Chair Wood - LCW et Plywood Dining Chair - DCW (1946), Charles Eames et Ray Eames
- Chaise en plastique moulé DSS (1950), Charles Eames and Ray Eames, l'une des premières chaises en plastique[2], présentée pour la première fois dans le cadre du concours Low Cost Furniture Design organisé par le MoMA
- Chaise Coconut chair (1955), George Nelson
- Canapé Marshmallow (1956), George Nelson
- Fauteuil Eames Lounge Chair (1956), Charles Eames et Ray Eames

Produits récents :
- Chaise de bureau Aeron (1994), la chaise de bureau la plus vendue aux États-Unis en 2010[3].

- Chaise de bureau Mirra (2003)
- Chaise de bureau Sayl (2010), Yves Béhar

## Principaux actionnaires
Au 22 avril 2020.
| The Vanguard Group                 | 10,2% |
| LSV Asset Management               | 4,64% |
| AQR Capital Management             | 4,35% |
| BlackRock Fund Advisors            | 3,43% |
| SSgA Funds Management              | 3,14% |
| Capital Research & Management -GO- | 3,10% |
| Dimensional Fund Advisors          | 2,95% |
| Aster Investment Management        | 2,52% |
| Rainier Investment Management      | 2,36% |
| Fuller & Thaler Asset Management.  | 2,17% |